# Benedict Mihály
Benedict Mihály (Budapest, 1948. január 2. –) magyar fizikus, a Szegedi Tudományegyetem Elméleti Fizikai Tanszékének emeritus professzora, 2008–2013 között tanszékvezetője, a Magyar Tudományos Akadémia doktora.

## Életpályája
Orvos családból származik, apja Benedict János (1906–1984) Kecskeméten, nagyapja, Benedict Henrik (1871–1926) Budapesten volt ismert belgyógyász. Iskolai tanulmányait Kecskeméten végezte, a Katona József Gimnázium humán és orosz tagozatán érettségizett 1966-ban. Ugyanebben az évben nyert felvételt a József Attila Tudományegyetem (ma Szegedi Tudományegyetem) Természettudományi Karának akkor induló első fizikus évfolyamára, okleveles fizikusi diplomáját 1971-ben szerezte meg. Eközben 1971-ben 3 hónapos részképzés keretében Minszkben a Belorusz Állami Egyetemen is tanult. Hallgatóként a Szegedi Egyetem Kísérleti Fizikai Tanszéken dolgozott, szakdolgozatában optikai hologramok készítésének optimalizálásával foglalkozott. Diplomájának megszerzése után viszont az egyetem Elméleti Fizikai Tanszékre hívták tanársegédnek, ahol atomspektrumok csoportelméleti osztályozásának témájából 1974-ben szerzett egyetemi doktori fokozatot.
Kandidátusi értekezését „Kooperatív jelenségek a sugárzás rezonáns közegbeli terjedésekor” címmel 1986-ban a Leningrádi Állami Egyetemen levelező aspiránsként védte meg, témavezetője E.D. Trifonov volt.
A Szegedi Egyetemen 1988-ban kapott docensi kinevezést. Az MTA doktora címet 2007-ben szerezte meg, 2010-től egyetemi tanár.

## Egyetemi előadásai
- Elektrodinamika, optika, relativitáselmélet 1977-
- Kvantummechanika
- Atom és molekulafizika
- Lézer-anyag kölcsönhatás kvantumelméleti alapjai
- Kvantumoptika

Elektrodinamika c. egyetemi jegyzete két nyomtatott kiadásban is megjelent, a többi fölsorolt tárgy mindegyikéhez online kiadású egyetemi jegyzetet írt.

## Külföldi tanulmányútjai
Max Planck Ösztöndíjas 1989 második félévében: Garching, Max Planck Institute für Quantenoptik
Rövidebb, egy hónapos meghívások:
Durhami Egyetem, Anglia, 1993, 1994,  Cuernavaca Mexikó, Helsinki Egyetem, Antwerpeni Egyetem

## Tudományos munkásságának területei
- Kvantumelmélet, kvantumoptika
- Atom- és molekulafizika, a fény és atomi rendszerek kölcsönhatásának problémái
- Tudományos közleményeinek száma 100-as nagyságrendű, amelyek túlnyomó része vezető amerikai (Physical Review A, B) és európai (Journal of Physics A, B) folyóiratokban jelentek meg.
- Társszerzője a Superradiance  (IOP Bristol 1996)[2] c. monográfiának.
- Független hivatkozásainak száma mintegy 1400

A fönti témakörökben a tanszékén eredményesen működő elméleti csoportot épített föl, 6 megvédett PhD dolgozat témavezetője volt: Czirják Attila (2000), Molnár Balázs (2002), Földi Péter (2003), Serényi Tamás (2006), Kálmán Orsolya (2009), Dömötör Piroska (2016).
Közülük többen a Szegedi Egyetem munkatársai, illetve az ELI ALPS szegedi lézerközpont elméleti stábjában dolgoznak.
Foglalkozott a fizika egyetemi oktatásának kérdéseivel, azon belül elsősorban a multimédiás eszközök alkalmazásával. Ezzel kapcsolatban is több tanulmány társszerzője.

## Tagságok, közéleti tevékenysége
- Az MTA Lézerfizikai Tudományos Bizottságának tagja
- az MTA köztestület közgyűlési küldötte két ciklusban 2013-16, 2019-2021
- MTA Szegedi Területi Bizottsága Fizikai, Informatikai és Matematikai Szakbizottságának elnöke
- Az Eötvös Loránd Fizikai Társulat (ELFT) tagja 1974-, az ELFT alelnöke 1993-96; a társulat Csongrád megyei csoportjának elnöke.
- Az Európai Fizikai Társulat (EPS) egyéni tagja, 19l az EPS Tanácsának tagja az egyéni tagok képviselőjeként
- European Physics Education Network (EUPEN) irányító testületének tagja 1995-2003
- Az Amerikai Fizikai Társulat (APS) tagja

## Díjai, kitüntetései
- „Ezüst Kréta” hallgatói kitüntetés 1991
- Magyar Felsőoktatásért Emlékplakett 2001
- Széchenyi professzori ösztöndíj 1999–2002
- Széchenyi István ösztöndíj 2003–2006
- A Magyar Érdemrend tisztikeresztje 2017
- Eötvös Loránd Fizikai Társulat Érme 2017
- SZTE Természettudományi és Informatikai Karának Pro Facultate Díja 2017

## Családja
Házastársa (1971–): Papp Ilona (1948) matematikus, informatikus, közgazdász.
Gyermekei: Ágnes (1974), András (1976).
Unokái: Benedict Vera (1999), Benedict Soma (2003), Simon Blanka (2008) és Simon Szonja (2012).